# Bielawy (województwo pomorskie)
Bielawy – wieś w województwie pomorskim, w powiecie chojnickim, w gminie Czersk. 
Miejscowość wchodzi w skład sołectwa Krzyż.
W latach 1975–1998 miejscowość administracyjnie należała do województwa bydgoskiego.
Wierni kościoła rzymskokatolickiego należą do parafii w Czersku.